# Відносини Канада — Європейський Союз
Відносини між Канадою та Європейським Союзом (ЄС) і його попередниками сягають 1950-х років. Хоча відносини переважно економічні, існують також питання політичної співпраці. Канадці також використовують англійську та французьку — обидві європейські мови — як офіційні мови та мови більшості.

## Історія
Відносини Канади з Європою є наслідком історичних зв'язків, породжених колоніалізмом і масовою європейською імміграцією до Канади . У середньовіччі Канада була вперше колонізована вікінгами на берегах острова Баффіна, а також на берегах Ньюфаундленду і Лабрадору . Однак через століття в сучасну епоху вона буде переважно колонізована Францією, а після 1763 року вона офіційно приєдналася до Британської імперії після її завоювання в Семирічній війні . Крім того, він також мав колоніальний вплив Іспанії в Британській Колумбії, а також південній Альберті та Саскачевані .
Сполучене Королівство має надзвичайно тісні відносини з Канадою через її британське колоніальне минуле, і обидва вони є царствами Співдружності. Однак 31 січня 2020 року Сполучене Королівство перестало бути членом Європейського Союзу. Історично відносинам Канади з Сполученим Королівством та США зазвичай надавалося пріоритет перед відносинами з континентальною Європою. Тим не менш, Канада мала існуючі зв'язки з європейськими країнами через західний альянс під час Другої світової війни, Організацію Об'єднаних Націй і НАТО до створення Європейського економічного співтовариства.

### Угоди
Історія відносин Канади з ЄС найкраще задокументована в низці економічних угод:
У 1976 році Європейське економічне співтовариство (ЄЕС) і Канада підписали Рамкову угоду про економічне співробітництво, першу офіційну угоду такого роду між ЄЕС та промислово розвиненою третьою країною. Також у 1976 році в Оттаві відкрилося Представництво Європейської Комісії в Канаді.
У 1990 році європейські та канадські лідери прийняли Декларацію про трансатлантичні відносини, розширивши сферу своїх контактів і встановивши регулярні зустрічі на саміті та на рівні міністрів.
У 1996 році на Оттавському саміті було прийнято нову Політичну декларацію про відносини ЄС-Канада, в якій було прийнято спільний План дій, що визначає додаткові конкретні сфери співпраці.

## Сфери конфлікту
Триває напруження через заборону ЄС на імпорт продукції тюленів. Це вважалося мотивуючим фактором у зусиллях Канади блокувати зусилля ЄС приєднатися до Арктичної ради .
Канада також мала двосторонні територіальні суперечки з державами-членами ЄС (див.: Війна калканів, Острів Ганса / Територіальні претензії в Арктиці та Кордон між Канадою та Францією).

## Угода про вільну торгівлю між Канадою та ЄС
Ще з червня 2007 року уряд Канади на чолі з прем’єр-міністром Стівеном Харпером тиснув на ЄС та його країни-члени, щоб вони домовилися про угоду про вільну торгівлю між Канадою та ЄС   Колишній прем’єр-міністр Франції Едуард Балладюр підтримав цю ідею., тоді як колишній канадський учасник торгових переговорів Майкл Харт назвав цю ідею «дурною».  Канадський Європейський круглий стіл для бізнесу (CERT), заснований у 1999 році, був головним прихильником угоди про вільну торгівлю, яку підтримали понад 100 керівників Канади та Європи. Співголовами CERT були колишній міністр торгівлі Канади Рой Макларен і колишній редактор журналу The Economist Білл Еммотт. 
У червні 2009 року комісар ЄС з торгівлі Кетрін Ештон і канадський міністр міжнародної торгівлі Стоквелл Дей опублікували спільну заяву щодо початку переговорів щодо Всеосяжної економічної та торговельної угоди (CETA). День міністра заявив: «Ця перша зустріч є солідним кроком до історичної економічної угоди між Канадою та Європою. Ці переговори є пріоритетними для нашого уряду».
У Канаді та ЄС залишаються розбіжності щодо заборони ЄС на імпорт продукції тюленів та вимоги Канади до отримання візи для громадян ЄС країн-членів ЄС – Румунії та Болгарії.
CETA тимчасово застосовується з вересня 2017 року.

## Потенційне членство в ЄС
З 2005 року кілька європейських редакторів розглядали можливість приєднання Канади до Європейського Союзу (ЄС). Прихильники стверджують, що, на відміну від решти країн Америки, культурні та політичні цінності канадців і європейців мають багато спільного, і що членство Канади зміцнить обидві сторони політично та економічно. При цьому визнаємо, що Канада, розташована в Північній Америці, і Європа налічують понад 3 000 км (1 900 миля) віддалені, будучи розділені Північною Атлантикою, прихильники відзначають, що ЄС вже має члена за межами Європи, Кіпру, тобто географічно в Західній Азії . Крім того, Канада є найближчою американською суверенною країною до європейського континенту, зокрема до Північної Європи. Це може стати набагато актуальнішим, якщо Гренландія знову приєднається до Європейського Союзу. ЄС і Канада мають дуже тісне та дружнє стратегічне партнерство. Представництво ЄС у Канаді, у тісній співпраці з представництвами країн ЄС, сприяє розвитку європейської культури цілий рік за допомогою ряду добре налагоджених заходів публічної дипломатії. Ці заходи були ефективними для підвищення рівня знань та розуміння ЄС та його відносин з Канадою. У 2019 році Канаді запропонували приєднатися до науково-дослідницької ініціативи ЄС Horizon Europe. Крім того, Канада є членом Ради Європейського космічного агентства.
Крім того, CETA, можливо, є найбільш далекосяжною угодою про ЗВТ між ЄС та іноземною країною. Через природу CETA деякі  сказав, що це не буде таким далеким стрибком до членства в ЄС. Опитування думки європейців чи канадців щодо зближення та членства в ЄС не проводилось. Канадські провінції Нью-Брансвік і Квебек допомогли б зміцнити франкомовний блок в ЄС разом з Францією, Бельгією та Люксембургом (членство в ЄС також може допомогти приборкати сепаратистські настрої в Квебеку). Канада також може принести англійськомовний блок до ЄС після Brexit. Крім того, це може зменшити залежність Канади від Сполучених Штатів у сфері торгівлі та безпеки. Канада також відповідаєКопенгагенським критеріям для членства в ЄС. Крім того, ЄС є другим за величиною торговим партнером Канади. Представники Канади та ЄС поки не коментували це. Останнім часом постійні торговельні суперечки з Китаєм і між північноамериканськими країнами, а також соціальний вплив пандемії COVID-19 відкрили дебати про можливість членства Канади в ЄС.

## Порівняння
|                   | Європейський Союз | Канада |
| ----------------- | --- | --- |
| Населення         | 447,007,596 | 38,436,447 |
| Площа             | 4,324,782 км2 (1,669,808 sq mi) | 9,984,670 км2 (3,855,103 sq mi) |
| Густота населення | 103/км2 (268/sq mi) | 3.7/км2 (9.6/sq mi) |
| Столиця           | Брюссель (де-факто) | Оттава |
| Глобальні міста   | Париж, Рим, Берлін, Відень, Мадрид, Амстердам, Атени, Дублін, Гельсінкі, Варшава, Лісабон, Стокгольм, Копенгаген, Прага, Бухарест, Нікосія, Будапешт, Загреб, Софія | Торонто, Монреаль, Ванкувер, Оттава, Калгарі, Едмонтон, Вінніпег, Галіфакс, Квебек                                                           |
| Уряд              | Наднаціональна парламентська демократія на основі європейських договорів | Федеральна парламентська демократична конституційна монархія                                                                                 |
| Перший лідер      | Президент вищої влади Жан Моне | Прем'єр-міністр Джон Александр Мак-Дональд                                                                                                   |
| Поточний керівник | Голова ради Шарль Мішель Голова комісії Урсула фон дер Ляєн | Королева Єлизавета II Прем'єр-міністр Джастін Трюдо                                                                                          |
| Офіційні мови     | 24 офіційні мови, з яких 3 вважаються "процедурними" (англійська , французька та німецька) | Англійська та французька |
| Основні релігії   | 72% християн (48% римські католики, 12% протестанти, 8% православні, 4% інші християни), 23% нерелігійні, 3% інші, 2% іслам | 67.3% християн, 23.9% нерелігійні, 3.2% іслам, 1.5% індуїстів, 1.4% сикхізстів, 1.1% буддистів, 1.0% юдеїв                                   |
| Етнічні групи     | німці (близько 83 мільйонів), французи (близько 67 мільйонів),італійці (близько 60 мільйонів), іспанці (близько 47 мільйонів), поляки (близько 46 мільйонів), румуни (близько 16 мільйонів), нідерландці (близько 13 мільйонів), греки (близько 11 мільйонів), португальці (бл. 11 млн.) та інші | 74,3% європейців, 14,5% азіатів, 5,1% корінне населення, 3,4% країни Карибського басейну та Латинської Америки, 2,9% африканці, 0.2% океанці |
| ВВП (номінальний) | 16,477 трлн. Дол. США, 31 801 дол. на душу населення | 1,793 трильйона доларів, 50 577 доларів на душу населення                                                                                    |

## Зовнішні відносини Канади з країнами-членами ЄС
| - Австрія - Бельгія - Болгарія - Хорватія - Кіпр | - Чехія - Данія - Естонія - Фінляндія - Франція | - Німеччина - Греція - Угорщина - Ірландія - Італія | - Латвія - Литва - Люксембург - Мальта - Нідерланди | - Польща - Португалія - Румунія - Словаччина - Словенія | - Іспанія - Швеція |